# Biagio Colaianni
Biagio Colaianni (ur. 3 czerwca 1957 w Materze) – włoski duchowny katolicki, arcybiskup metropolita Campobasso-Boiano od 2024.

## Życiorys
Święcenia kapłańskie otrzymał 9 maja 1984 z rąk Michele Giordano i został inkardynowany do diecezji Matera (późniejszej archidiecezji Matera-Irsina). Pełnił funkcje m.in. wicerektora niższego seminarium, wicerektora i rektora wyższego seminarium w Potenzy, dyrektora centrum duszpasterstwa powołań, kanclerza kurii oraz wikariusza generalnego archidiecezji.
6 grudnia 2023 papież Franciszek mianował go ordynariuszem archidiecezji Campobasso-Boiano. Sakry udzielił mu 10 lutego 2024 arcybiskup Antonio Giuseppe Caiazzo. Uroczyste objęcie urzędu miało miejsce 9 marca 2024. 29 czerwca 2024 w bazylice św. Piotra na Watykanie odebrał od papieża Franciszka paliusz.